# Гамбургский российско-немецкий кинофорум
Гамбургский кинофорум «Kinohafen» (нем. Hamburger deutsch-russisches Kinoforum «Kinohafen») — ежегодный международный кинофорум, проводился с 2010 по 2016 год в городе Гамбург, Германия.

## Описание
Впервые состоялся в 2010 году. Организатором кинофорума является гамбургская общественная культурная организация «РокФронт» (нем. Internationale Alternative Kulturbewegung «RockFront» e.V.), основанная выходцами из стран бывшего СССР.
Целью Кинофорума является развитие международного сотрудничества в киноиндустрии и обмен опытом.
На кинофоруме состоялись немецкие премьеры фильмов «Измена» Кирилла Серебрякова, «Левиафана» Андрея Звягинцева, «Трудно быть Богом» Алексея Германа.
Также каждый год на кинофоруме проводятся выставки.
В 2015 году состоялся первый конкурс короткометражного кино для молодых режиссёров. Его победителем стал фильм «Возвращение Эркина» (реж. Марии Гуськовой, Россия).

## Программа фестиваля

### Основной конкурс
В основном конкурсе принимает участие не менее 12 полнометражных фильмов.

### Конкурс короткометражных фильмов
В данном конкурсе принимали участие дебютные, поисковые и игровые короткометражные работы. Фильмы этого конкурса оценивает отдельное жюри. Также вручается приз зрительских симпатий. Победитель первого конкурса короткометражных фильмов стал фильм «14 шагов» (реж. Максим Шавкин, Россия). Приз зрительских симпатий в конкурсе молодых режиссёров получил фильм «Возвращение Еркина» Марии Гусковой. 

### Ретроспективный показ
В рамках Кинофорума проходила ретроспектива таких режиссёров, как Алексея Федорченко,
Алексея Балабанова, Алексея Германа старшего и Сергея Параджанова.